# Sztáray Antal (főrend)

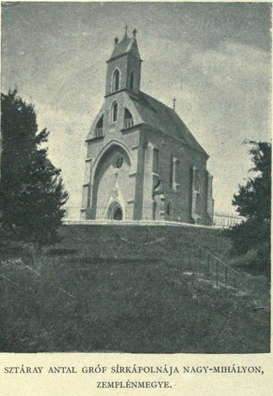
Sztáray Antal sírkápolnája

Gróf sztárai és nagymihályi Sztáray Antal (Pest, 1839. április 8. – Nagymihály, 1893. augusztus 29.) a főrendiház tagja, földbirtokos, főjegyző.

## Élete
Az 1830-as és 1840-es évek országgyűlésein nagy befolyással bírt gróf Sztáray Albert és gróf Waldstein Mária fia. Tanulmányait részben itthon, részben külföldön végezte. Az 1861. évi nemzetgyűlésben mint főrendiházi jegyző részt vett, és e tevékenységét mind politikai, mind gazdasági téren azután is folytatta. Terjedelmes jószágait Nagymihályon (Zemplén megye), Nagy- és Várpalotán (Veszprém- és Fejér megye) a kor igényeinek megfelelően iparral egyesítve kezelte; mind műmalma, mind gulyái és ménese országszerte ismeretesek voltak. A nagymihályi és sztárai gróf Sztáray család oklevéltárát Nagy Gyula, magyar királyi országos levéltári igazgató közreműködésével, saját költségén adta ki. A Magyar Történelmi Társulatnak alapító tagja volt.
Országgyűlési és a delegációban mondott beszédei az Országgyűlési Naplókban vannak rögzítve.